# Rafael Eleuterio Rey
Rafael Eleuterio Rey (Maipú, 18 aprile 1933 – Mendoza, 20 agosto 2024) è stato un vescovo cattolico argentino.

## Biografia
Rafael Eleuterio Rey nacque a Maipú il 18 aprile 1933.

### Formazione e ministero sacerdotale
Fu ordinato presbitero il 20 dicembre 1958 per l'arcidiocesi di Mendoza.

### Ministero episcopale
Il 30 aprile 1983 papa Giovanni Paolo II lo nominò vescovo ausiliare di Mendoza e titolare di Ilta. Ricevette l'ordinazione episcopale il 3 luglio successivo per imposizione delle mani dell'arcivescovo metropolita di Mendoza Cándido Genaro Rubiolo, co-consacranti il vescovo di Talca Carlos González Cruchaga e quello di San Rafael León Kruk.
Il 18 dicembre 1991 papa Giovanni Paolo II lo nominò vescovo di Zárate-Campana. Prese possesso della diocesi il 21 marzo successivo.
Nei primi anni Novanta uno dei preti della diocesi, Mario Napoleón Sasso, venne giudicato affetto da pedofilia. Don Sasso fu inviato in un centro di cura nella diocesi di Zárate-Campana per due anni a metà degli anni Novanta e rilasciato nel 1998 con il severo ordine di non rimanere mai in compagnia di bambini.
Nel 2001, pur conoscendo il problema di don Sasso, monsignor Rey lo inviò a lavorare in una parrocchia povera nella città di Pilar, unico prete del luogo e responsabile di una mensa per la comunità frequentata dai bambini. Nel 2003 un dipendente della mensa diocesana riferì al vicario generale l'aggressione sessuale di don Sasso ai danni una ragazza. Il vicario lo avrebbe riferito a monsignor Rey, che tuttavia non fece nulla. L'operatore della cucina, prete e psichiatra Luiz Guzmán si recò quindi dalle forze dell'ordine e il 1º dicembre 2003 venne emesso un ordine per l'arresto di don Sasso. Aiutato dal vicario generale e da un altro sacerdote, don Sasso fuggì dal paese. Fu catturato nel gennaio del 2004. I due sacerdoti che lo aiutarono nella sua fuga furono accusati di favoreggiamento aggravato. Alla fine ammisero una colpa parziale e furono condannati a un periodo di libertà vigilata. Monsignor Rey non venne accusato dalle autorità civili. Nel 2007 don Sasso fu condannato per abuso sessuale di primo grado di cinque ragazze, di età compresa tra i 5 e i 12 anni, a 17 anni di carcere.
Il 3 febbraio 2006 papa Benedetto XVI accettò la sua rinuncia al governo pastorale della diocesi. 
Morì a Mendoza il 20 agosto 2024, all'età di 91 anni.

## Genealogia episcopale
La genealogia episcopale è:
- Cardinale Scipione Rebiba
- Cardinale Giulio Antonio Santori
- Cardinale Girolamo Bernerio, O.P.
- Arcivescovo Galeazzo Sanvitale
- Cardinale Ludovico Ludovisi
- Cardinale Luigi Caetani
- Cardinale Ulderico Carpegna
- Cardinale Paluzzo Paluzzi Altieri degli Albertoni
- Papa Benedetto XIII
- Papa Benedetto XIV
- Papa Clemente XIII
- Cardinale Bernardino Giraud
- Cardinale Alessandro Mattei
- Cardinale Pietro Francesco Galleffi
- Cardinale Giacomo Filippo Fransoni
- Cardinale Carlo Sacconi
- Cardinale Edward Henry Howard
- Cardinale Mariano Rampolla del Tindaro
- Cardinale Antonio Vico
- Arcivescovo Filippo Cortesi
- Arcivescovo Zenobio Lorenzo Guilland
- Arcivescovo Antonio José Plaza
- Cardinale Raúl Primatesta
- Arcivescovo Cándido Genaro Rubiolo
- Vescovo Rafael Eleuterio Rey